# 烏遮塔
烏遮塔，南昌永和門城門外的一處高塔，全塔有七層高，建築風格是典型的樓閣建築。因歷年戰火，現塔已毀。
另，温州江心一山了万禅师圓寂時，「鎔以烈焰益晶莹，齿牙顶骨铮然有声」，因此也被改作豫章乌遮塔。江西行省丞相干赤下令以世尊舍利供奉于其中，而遣使分师之目睛舍利則放置於贮银盒中一同陪葬焉，剩余骨骼舍利則分葬东溪。